# Nowiny (Wygonin)
Nowiny (kaszb. Nowinë) – osada wsi Wygonin w Polsce, położona w województwie pomorskim, w powiecie kościerskim, w gminie Stara Kiszewa.
W latach 1975–1998 osada położona była w województwie gdańskim.